# 헤르미페

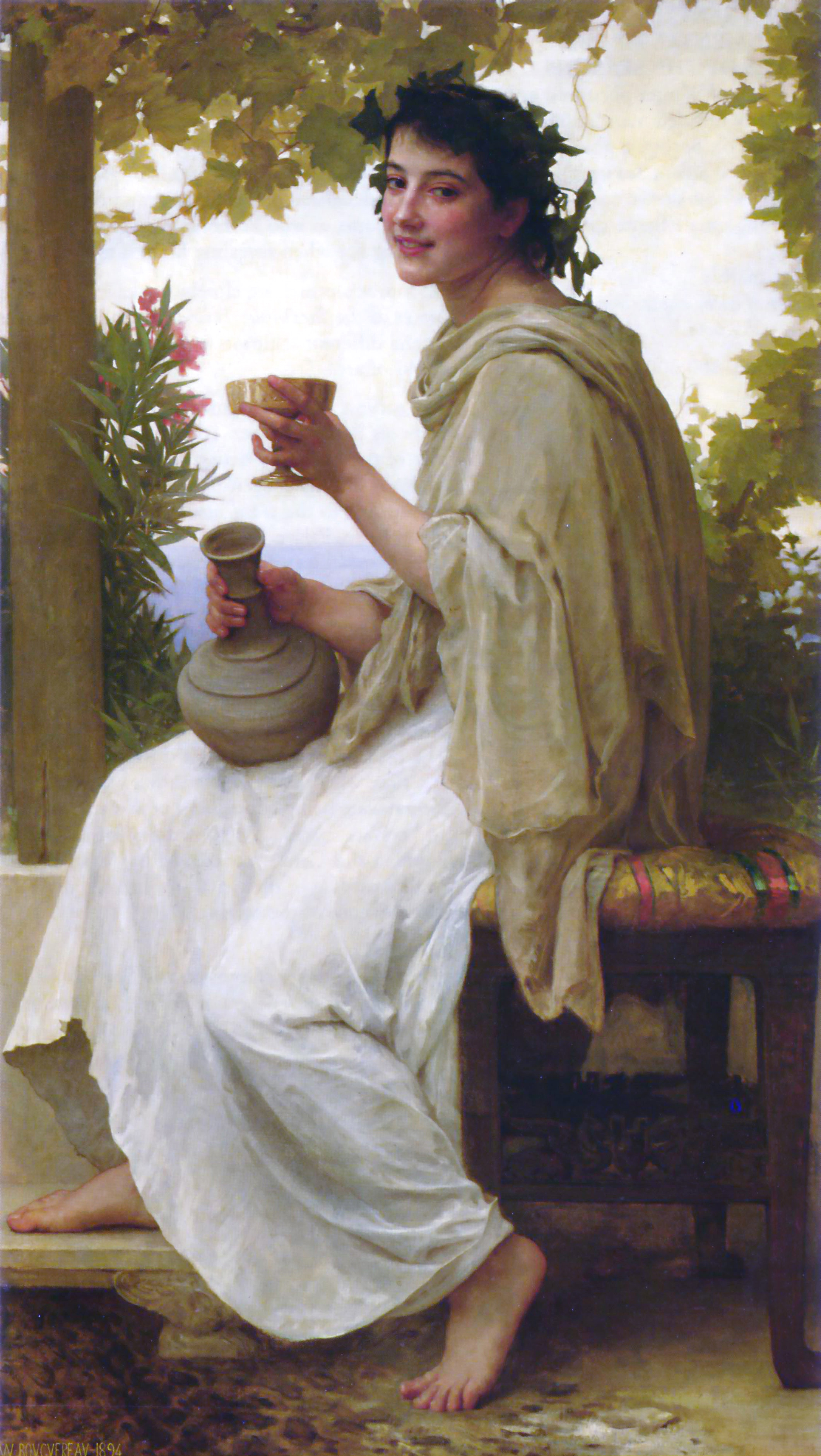

그리스 신화에서 헤르미페(Hermippe, 고대 그리스어: Ἑρμίππη)는 보이오토스의 딸이다. 제우스와 다나이드 이소노에의 아들 오르코메노스와 결혼하였으나 포세이돈과 더불어 아들 미냐스를 낳았다. 오르코메노스는 그녀의 아들의 적법한 아버지가 되었다.